# Mogliano Rugby 1969
Il Mogliano Veneto Rugby SSD è un club italiano di rugby a 15 con sede a Mogliano Veneto, in provincia di Treviso.
Costituitosi già nel 1956, è nel 1969 che venne ufficialmente fondata l'Associazione Sportiva Rugby Mogliano. Passato nel corso degli anni attraverso diversi assetti societari, tra cui la parentesi San Marco Rugby Club tra il 2004 e il 2009 per fusione col Rugby Silea, e già disputante la massima serie nazionale nella prima metà degli anni ottanta, al termine del campionato di Eccellenza 2012-13 si aggiudicò il suo primo storico scudetto. Nella stagione 2023-2024 si aggiudica la serie A Elite CUP. 

## Storia

### Il rugby a Mogliano Veneto
Il rugby a Mogliano Veneto arrivò nel 1956 con la nascita dell'Associazione Sportiva Rugby Mogliano; due anni più tardi l'Associazione si iscrisse al campionato nazionale di rugby a 13, disputandovi due stagioni.
Nel 1960 il club tornò a disputare la disciplina del rugby a 15, ma dal 1962 alcune difficoltà di natura finanziaria non permisero per sette anni di svolgere le attività con continuità.
Nell'ottobre 1969 il Mogliano si iscrisse al campionato nazionale di serie C, esordendo contro il Casale; la stagione terminò con la retrocessione in serie D, ma l'anno successivo venne riconquistata la categoria.
Negli anni settanta arrivò il nuovo logo societario, direttamente dal Sudafrica, grazie a tale Giuseppe Alessandria: il leone che tutt'oggi il club porta come simbolo. Negli stessi anni, il Comune di Mogliano Veneto concesse i terreni di via Colelli all'Associazione e nel 1976-77 il Mogliano conquistò la prima promozione in serie B: davanti a un pubblico di casa di più di 2 000 persone, la squadra, allenata da Lorenzo Levorato e presieduta da Claudio Isetta, superò la formazione piemontese del Valledora Alpignano.
Negli anni ottanta, con Roberto De Nipoti presidente, al termine della stagione sportiva 1982-83 il Mogliano ottenne per la prima volta la promozione in serie A, la massima serie del campionato nazionale, dove disputò due stagioni nel 1983-84 e nel 1984-85. La prima stagione la squadra, nota come Fido Mogliano per ragioni di sponsorizzazione, mantenne la categoria grazie al 1º posto nella poule salvezza; la stagione successiva la formazione, nota come Lee Jeans Mogliano, si posizionò ultima nel girone, retrocedendo in serie B.
A quegli anni risale anche la formazione del settore giovanile all'interno del club.
La Società cercò una nuova promozione ,sfiorandola per tre anni di fila, fino alla retrocessione in serie C1 nel maggio 1991. Tornò in serie B nel 1994-95, approdando in serie A2 nel 1998-99; successivamente, dal 2001-02, il Mogliano giocò in serie A, in quegli anni divenuta la seconda divisione nazionale.

### Il San Marco Rugby Club
Al termine della stagione di serie A 2003-04 i club di Mogliano Veneto e Silea si fusero per fondare il "San Marco Rugby Club".
Mentre il Rugby Silea rinunciò al proprio diritto di partecipazione al campionato, il neonato assetto societario acquisì il titolo sportivo ceduto dal club moglianese; gli sponsor principali del club furono Marchiol e colorificio San Marco, rispettivamente ex title sponsor di Silea e Mogliano.
Fatta eccezione per la prima squadra e la formazione Under-19, i due club continuarono a gestire separatamente i propri settori giovanili.
La squadra azzurro-blu-arancio, che disputava le proprie gare interne allo stadio comunale di Mogliano Veneto, si affermò stabilmente in serie A, raggiungendo i play-off al termine del biennio 2006-07, dove dovette cedere di misura al Veneziamestre nel doppio confronto di semifinale.

### Il primo scudetto
Nell'estate 2009 terminò l'esperienza San Marco Rugby Club e le società moglianesi si ricostituirono nel Mogliano Rugby Società Sportiva Dilettantistica, mantenendo il diritto sportivo e recuperando gli storici colori sociali e le divise a strisce orizzontali bianco-blu.
Nella stagione di serie A1 2009-10 la formazione del Marchiol Mogliano concluse il campionato al 2º posto dietro al Noceto; durante i play-off la squadra cedette alla S.S. Lazio nelle semifinali, ma si impose largamente nella finale per il 3º posto contro il San Gregorio, guadagnandosi sul campo una seconda promozione in Eccellenza, la massima divisione.
Alla prima stagione in Eccellenza il club conquistò la salvezza, classificandosi in 7ª posizione, mentre l'anno seguente ottenne un sorprendente 3º posto in stagione regolare, qualificandosi per i play-off scudetto e per la partecipazione all'Amlin Challenge Cup 2012-13. In semifinale dovette abdicare a I Cavalieri sia nella gara d'andata sia in quella di ritorno.
Nel 2012-13 la formazione moglianese si piazzò al quarto posto, accedendo ai play-off. Dopo aver superato il Viadana nel doppio confronto, incontrò nuovamente i Cavalieri nella finale scudetto: il 25 maggio 2013, allo stadio Enrico Chersoni di Prato, il Mogliano vinse con il punteggio di 16-11, conquistando il primo scudetto tricolore. La squadra, presieduta da Roberto Facchini ed allenata da Umberto Casellato, si impose grazie anche a due mete di Alessandro Onori ed ai calci piazzati di Troy Nathan e Niccolò Fadalti.

## Cronistoria
| Cronistoria del Mogliano Rugby 1969 |
| --- |
| - 1956 · Nascita della prima Società di rugby a Mogliano Veneto - 1958-61 · Attività nel rugby a 13 - 1961 · Affiliazione alla Federazione Italiana Rugby - 1961-62 · in serie C - 1962-69 · Cessazione dell'attività causa problemi di natura finanziaria - 1969· Rifondazione come A.S. “G. Magnaguagno” Mogliano - 1969-70 · 10º girone C serie C retrocessione in serie D - 1970-71 · 1º girone B serie D promozione in serie C - 1971-72 · 5º girone B serie C - 1972-73 · 4º girone B serie C - 1973-74 · 5º girone B serie C - 1974-75 · 6º girone D serie C - 1975-76 · 7º girone C serie C - 1976-77 · 1º girone D serie C; vittoria spareggi promozione promozione in serie B - 1977-78 · 8º girone A serie B - 1978-79 · 6º girone A serie B - 1979-80 · 4º girone A serie B - 1980-81 · 5º girone A serie B - 1981-82 · 1º girone C serie B; 3º girone A seconda fase; 2º girone A salvezza - 1982-83 · 2º girone A serie B; 1º girone A promozione promozione in serie A - 1983-84 · 8º girone B serie A; 1º poule salvezza - 1984-85 · 7º girone A serie A; 8º poule salvezza retrocessione in serie B - 1985-86 · 5º girone B serie B; 2º girone A salvezza - 1986-87 · 6º girone B serie B; 2º girone B salvezza - 1987-88 · 2º girone A serie B - 1988-89 · 2º girone A serie B - 1989-90 · 4º girone A serie B - 1990-91 · 8º girone B serie B - 1991-92 · 9º girone B serie B retrocessione in serie C - 1992-93 · 1º girone C serie C promozione in serie B - 1993-94 · 4º girone B serie B; sconfitta spareggi promozione - 1994-95 · 1º girone C serie B; 6º girone A promozione - 1995-96 · 4º girone B serie B - 1996-97 · 5º girone B serie B - 1997-98 · 2º girone B serie B ripescaggio in serie A2 - 1998-99 · 5º girone B serie A2; 5º poule salvezza retrocessione in serie B - 1999-2000 · 2º girone B serie B - 2000-01 · 1º girone B serie B; vittoria spareggio promozione promozione in serie A - 2001-02 · 6º serie A - 2002-03 · 4º serie A - 2003-04 · 7º girone A serie A - 2004 · Nascita del San Marco Rugby Club per fusione col Rugby Silea - 2004-05 · 4º girone A serie A - 2005-06 · 5º girone B serie A - 2006-07 · 2º girone B serie A; semifinali play-off - 2007-08 · 4º serie A1 - 2008-09 · 5º serie A1 - 2009 · Ricostituzione come Mogliano Rugby SSD - 2009-10 · 2º serie A1; 3º play-off promozione promozione in Eccellenza - 2010-11 · 7º Eccellenza - 2011-12 · 3º Eccellenza; semifinali scudetto - 2012-13 · 4º Eccellenza Campione d’Italia (1º titolo) - 2013-14 · 3º Eccellenza; semifinali scudetto - 2014-15 · 3º Eccellenza; semifinali scudetto - 2015-16 · 4º Eccellenza; semifinali scudetto - 2016-17 · 8º Eccellenza - 2017-18 · 10º Eccellenza - 2018 · Cambio denominazione in Mogliano Rugby 1969 SSD - 2018-19 · 9º TOP12 - 2019-20 · in TOP12; campionato sospeso per la pandemia di COVID-19 in Italia - 2020-21 · 6º TOP10 - 2021-22 · 9º TOP10 - 2022 · Cambio denominazione in Mogliano Veneto Rugby SSD - 2022-23 · 9º TOP10 - 2023-24 · 6° SERIE A ELITE; semifinali scudetto Serie A Élite Cup (1º titolo) - 2024-25 · 6º Serie A Élite |

## Colori e simboli
I colori sociali del Mogliano sono da sempre il bianco ed il blu, solitamente disposti a strisce orizzontali alterne sulle prime uniformi delle varie formazioni del club.
Sullo stemma del club è presente un leone, che rimanda al Leone di San Marco, nome utilizzato dal sodalizio col Rugby Silea negli anni 2000, secolare simbolo della città di Venezia, della sua antica Repubblica e attuale simbolo del Comune e della Provincia di Venezia, nonché della Regione Veneto.

## Allenatori e presidenti
- 1956-1999  ...
- 1999-2002  Mario Pavin
- 2002-2005  Gianni Zaffalon
- 2005-2007  Federico Dalla Nora
- 2007-2008  Andrea Sgorlon
- 2009-2010  Eugenio Eugenio
- 2010-2013  Umberto Casellato
- 2013-2014  Francesco Mazzariol
- 2014-2015  Franco Properzi
- 2015-2016  Ezio Galon
- 2016-2017  Darrel Eigner
- 2017-2018  Federico Dalla Nora
- 2018-2020  Andrea Cavinato
- 2020-2023  Salvatore Costanzo
- 2023-2024  Marco Caputo
- 2024-      Umberto Casellato

- 1956-1969 ...
- 1969-1971  Francesco Zanardo
- 1971-1973  Giuseppe Alessandra
- 1973-1980  Claudio Isetta
- 1980-1984  Roberto de Nipoti
- 1984-1985  Guglielmino Tortato
- 1985-1987  Federico Geremia
- 1987-1990  Vincenzo Pimpinelli
- 1990-1992  Claudio Isetta
- 1992-1996  Ennio Vesco
- 1996-1999  Federico Geremia
- 1999-2009  Paolo Ferraresi
- 2009-2015  Roberto Facchini
- 2015-2016  Lucio Marin
- 2016-2018  Armando Corò
- 2018-2021  Maurizio Piccin
- 2021-2022  Massimiliano Piccin
- 2022-  Daniele Bovolato

## Rosa stagione 2024/2025
Aggiornata al 22 marzo 2025 

## Settore giovanile
La Società moglianese presenta un settore giovanile capillare, con rappresentative in tutte le categorie del vivaio sia nel settore junior sia in quello del mini rugby. In particolare, al termine della stagione sportiva 2014-15 il Marchiol Mogliano Under-18 si aggiudicò il titolo di campione d'Italia juniores superando in finale la Capitolina per 19-16.
Il mini rugby, invece, vanta svariate affermazioni nel celebre trofeo “Città di Treviso”, fino al 2016 noto come Trofeo Topolino; di seguito: Under-6/7 nel 2009 come Lions Mogliano, Under-8/9 nel 1994 e poi nel 2010 come Lions Mogliano, Under-10/11 nel 1992, 1995, 2011, e nel 2012 come Lions Mogliano, Under12/13 nel 1993 e 2014, Under-14/15 nel 1995, 2008 e nel 2016 ad ex aequo col Benetton.

## Palmarès
- Campionati italiani: 1

2012-13
- Coppe Italia: 1

2023-24

## Stagioni
Le stagioni sportive del club si riferiscono ai soli campionati maggiori professionistici di Lega.